# Ronald Sölkner

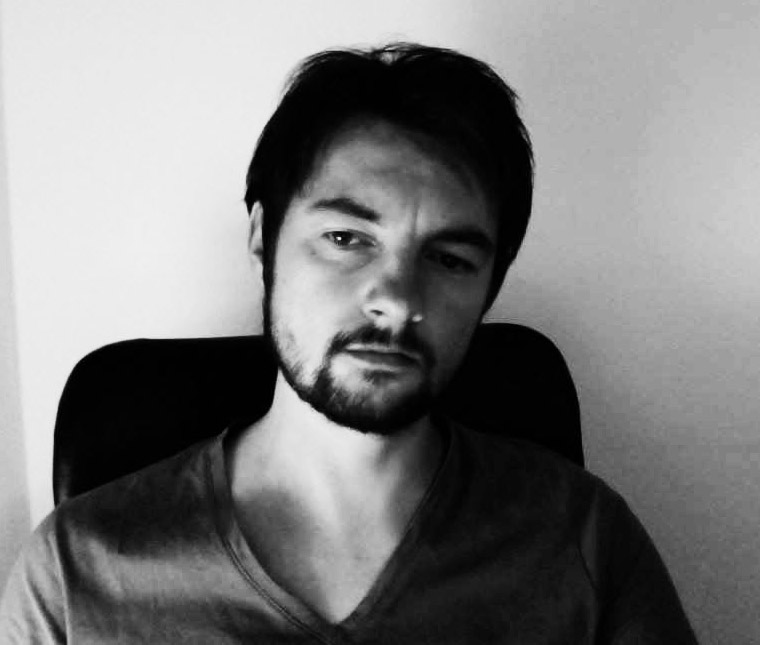

Ronald Sölkner (* 28. Dezember 1979 in Bad Aussee) ist ein österreichischer Komponist, Produzent und Spieleentwickler.

## Werdegang
Sölkner gründete im Jahr 2000 gemeinsam mit Jürgen Leitner das Tonstudio und die Produktionsfirma „Xtension Productions“ in Bad Mitterndorf, wo er sich hauptsächlich mit Produktion und Komposition von Popmusik beschäftigte. Dort produzierte und komponierte er unter anderem den offiziellen Weihnachtssong für Coca-Cola „A Beautiful Time“ für die Künstlerin Tamee Harrison. „A beautiful time“ wurde das erfolgreichste, nationale Weihnachtslied, das je von einem Österreicher komponiert wurde.
Im Jahr 2008 verkaufte er seine Anteile an „Xtension Productions“ und arbeitete hauptsächlich mit schwedischen und US-amerikanischen Produzenten und Songwritern zusammen. In dieser Zeit entstanden unter anderem Produktionen wie „Not Gonna Be Dancing“ und „You're Killing ;e“ (aus dem schwedischen Independentfilm „Jag saknar dig“) mit Alexander Bards Pop-Formation „Gravitonas“ und „Anonymous“ mit Cornelia Mooswalder, der Gewinnerin der ORF-Castingshow Helden von morgen.
2011 gründete Sölkner das Entwicklerstudio „BitsAlive“ welches Spiele für Smartphones entwickelt. Am 1. Dezember 2015 wurde von BitsAlive das offizielle Spiel zur FIS Skiflug-Weltmeisterschaft 2016 veröffentlicht.

## Diskografie (Auszug)
| Jahr | Titel                     | Interpret           | Musik/Text                                                                   | Produktion                                  | Label                |
| 2004 | Higher and Higher         | Tamee Harrison      | Ronald Soelkner, Tamee Harrison                                              | Ronald Soelkner                             | Warner               |
| 2004 | A beautiful time          | Tamee Harrison      | Ronald Soelkner, Tamee Harrison                                              | Ronald Soelkner                             | Warner               |
| 2009 | Look at me                | Andrina             | Ronald Soelkner, Christian Fast, Andreas Öhrn, Henrik Smith, Filip Lampell   | Michael Kull                                | Zoom!                |
| 2010 | You're killing me         | Gravitonas          | Ronald Soelkner, Andreas Öhrn                                                | Ronald Soelkner                             | SoFo Records         |
| 2010 | Anonymous                 | Jennifer Meade      | Ronald Soelkner, Charlie Mason, Måns Ek                                      | Ronald Soelkner                             | SamJam Music         |
| 2011 | Not gonna be dancing      | Gravitonas          | Ronald Soelkner, Andreas Öhrn, Henrik Smith, Henrik Wikström, Alexander Bard | Ronald Soelkner, Andreas Öhrn, Henrik Smith | SoFo Records         |
| 2011 | Anonymous                 | Cornelia Mooswalder | Ronald Soelkner, Charlie Mason, Måns Ek                                      | Echopilot                                   | Columbia, Sony Music |
| 2012 | Confident                 | Jennifer Meade      | Ronald Soelkner, Charlie Mason, Måns Ek                                      | Ronald Soelkner                             | SamJam Music         |
| 2012 | Fly with me               | Jennifer Meade      | Ronald Soelkner, Andreas Öhrn, Henrik Smith                                  | Ronald Soelkner                             | SamJam Music         |
| 2013 | Steps to love             | Kat-Tun             | Ronald Soelkner, Charlie Mason, Daniel Nitt, Cootie, miwa                    | Johnny H. Kitagawa                          | J-One                |
| 2014 | Don't tell us how to love | Anne Steele         | Ronald Soelkner, Charlie Mason, Manuel Brunnsteiner, Erik James              | Erik James                                  | Steele               |

## Computerspiele
| Jahr | Titel                | Entwickler | Publisher | Plattform          |
| 2011 | Brodlzottn           | BitsAlive  | BitsAlive | Apple iOS          |
| 2012 | Paper Pinball        | BitsAlive  | BitsAlive | Apple iOS, Android |
| 2015 | Kulm Skiflug-WM 2016 | BitsAlive  | BitsAlive | Apple iOS, Android |